# Tergast
Tergast est un quartier de la commune allemande de Moormerland, dans l'arrondissement de Leer, Land de Basse-Saxe.

## Géographie
Le village se situe sur une Geest de cinq mètres de hauteur au milieu de la prairie au niveau de la mer de l'Ems.

## Histoire
Tergast est mentionné pour la première fois en 1401 sous le nom de Gast dans un acte de donation en faveur de l'abbaye de Langen.
Après la migration des peuples, la zone de peuplement de l'Ems inférieur appartient à l'Emsigerland. En 1447, Hoytet Tammana est mentionné comme le chef de Tergast. Quelques années plus tard, la paroisse de Tergast fait partie de la seigneurie d'Oldersum.
D'autres zones résidentielles et des fermes autour de Tergast sont : Tergaster Tergaster Hammrich, Hohewarf, Rothehahn, Imkehörn, Sünnenblink, das Tergaster Grashaus et Sieve, un ancien domiane de la commanderie de Hasselt.
Le 1er janvier 1973, Tergast fait partie de la commune de Moormerland.

## Personnalités liées au village
- Habbo Gerhard Lolling (1848-1894), archéologue

## Source, notes et références
- (de) Cet article est partiellement ou en totalité issu de l’article de Wikipédia en allemand intitulé « Tergast » (voir la liste des auteurs).